# Апендини (Торино)
Апендини је насеље у Италији у округу Торино, региону Пијемонт.
Према процени из 2011. у насељу је живело 176 становника. Насеље се налази на надморској висини од 279 м.